# FoxP2
El gen y proteína FoxP2, descubierto en los años noventa del siglo XX, está relacionado con el lenguaje humano: su mutación se correlaciona con determinados trastornos específicos del lenguaje.
Aunque se ha acuñado la expresión gen del lenguaje o del habla para caracterizarlo, se trata de un factor más entre los responsables de la competencia humana para el lenguaje. No obstante, es un indicio de que, probablemente, en el lenguaje humano están involucrados factores de tipo genético: aunque se desconoce su función exacta, parece imprescindible para un desarrollo normal del mismo.
Se han barajado dos hipótesis acerca de cuál es el déficit central que provoca la anomalía en FOXP2: unos autores defienden que se trata de problemas gramaticales y otros de problemas motores (una pronunciación deficiente impediría un habla normal). No obstante, también se ha apuntado la posibilidad de que:

la opción más plausible (...) consiste en que los aspectos anómalos a nivel motor y gramatical, así como el resto de aspectos (o al menos algunos de ellos), sean consecuencias diferentes del carácter funcionalmente anómalo de un gen que se expresa en áreas cerebrales (tanto corticales como subcorticales) diferentes (...), de manera que, teniendo en cuenta que ese gen se expresa en varias zonas del cerebro, los trastornos podrían reflejar precisamente efectos pleitrópicos.

FOXP2 se expresa en varias zonas del cerebro durante la embriogénesis, aunque no está claro si la activación del gen se produce en la fase embrionaria o si eso ocurre en el momento en que se empieza a aprender a hablar. Sus niveles más altos aparecen en la capa VI del córtex, sobre todo en estructuras subcorticales de la base del cerebro (muy próximas al cuerpo calloso): núcleos basales, tálamo y cerebelo. Además, está presente en la embriogénesis de otros órganos humanos: pulmones, intestino y corazón. 
Se ha sugerido, además, que la misma versión del gen estaba ya presente en los neandertales, habiendo sido modificado por selección natural durante la evolución humana reciente en los últimos 200.000 años.

## Presencia en otros animales
No se trata de un gen exclusivo del ser humano, sino que es probable que exista en todos los vertebrados y, además, de una forma muy parecida. En lo que respecta al cerebro, se expresa en ellos en las mismas áreas que en el hombre: núcleos basales, cerebelo, tálamo y córtex o regiones equivalentes. 
Se ha sugerido que en determinadas aves el gen podría contribuir a la plasticidad del canto. Por otra parte, las versiones de la proteína en el chimpancé y el ser humano difieren en dos aminoácidos, algo que ha reforzado la hipótesis de que ciertas alteraciones en el gen podrían haber impulsado la evolución del lenguaje.

## Descubrimiento
El descubrimiento fue obra de un grupo de genética del Centro Wellcome de Genética Humana de la Universidad de Oxford, liderados por Simon Fisher. Habían sido alertados desde una escuela inglesa de logoterapia acerca de que un grupo de niños de la misma familia (llamada, convencionalmente, KE) que presentaban determinados defectos del habla y del lenguaje que se remontaban hasta los bisabuelos. Dado que los trastornos se manifestaban en bloque, y no en grados diferentes, se entendió que su origen estaba en el defecto de un único alelo. El grupo de Simon Fisher identificó una mutación en un segmento del cromosoma 7, en el lugar donde se encuentra el gen FoxP2.
Su proteína correspondiente es un factor de transcripción que regula la traducción de otros segmentos del ADN en sus productos génicos; se comporta como un conmutador de hasta cien genes (muchos de ellos involucrados en el desarrollo y organización del sistema nervioso) conocidos como diana. Cuando se produce la mutación de un cromosoma, esta función conmutadora está reducida a su mitad; consecuentemente, los genes diana de la proteína FoxP2 pueden ser regulados de forma equivocada o no tener, sencillamente, regulación, lo que conlleva la aparición de determinados trastornos del habla.